# Cynopterus minutus
Cynopterus minutus es una especie de murciélago de la familia Pteropodidae.

## Distribución geográfica
Se encuentra en Sumatra, Java, Borneo y Célebes.